# پائولو نونس
پائولو نونس (به پرتغالی: Arílson de Paula Nunes) مهاجم اهل برزیل است که در شهر Pontalina و در تاریخ ۳۰ اکتبر ۱۹۷۱ به دنیا آمده‌است.
پائولو نونس در تیم‌های فوتبال فلامینگو سابقهٔ حضور دارد.